# バイザ通り駅
座標: 北緯47度30分41秒 東経19度04分21秒 / 北緯47.51139度 東経19.07250度
バイザ通り駅（-どおりえき、洪:Bajza utca）とはハンガリー共和国ブダペスト県ブダペスト市6区に位置するブダペスト地下鉄1号線の駅である。

## 駅構造
- 相対式ホーム2面2線を有す地下駅。

## 駅周辺
- バイザ通

## 歴史
- 1896年5月2日 - 開業。

## 隣の駅
ブダペスト地下鉄
■1号線
コダーイ円形広場駅 - バイザ通駅 - 英雄広場駅